# Eleccions presidencials belarusses de 2001
Les eleccions presidencials de 2001 van tenir lloc a Belarús el 9 de setembre de 2001. Les eleccions s'haurien d'haver celebrat el 1999, però les esmenes a la constitució que van entrar en vigor el 1996 van estendre el mandat de titular Alexander Lukaixenko dos anys més.
Lukaixenko va ser còmodament reelegit amb el 77,4% dels vots per sobre dels altres dos candidats. La participació electoral va ser del 83,9%. L'Organització per a la Seguretat i la Cooperació a Europa va assenyalar que les eleccions van ser "no democràtiques", ni lliures ni justes.

## Resultats
| Aleksandr Lukaixenko | Independent               | 4,666,680 | 77.4 |
| Vladimir Goncharik   | Independent               | 965,261   | 16.0 |
| Sergei Gaidukevich   | Partit Democràtic liberal | 153,199   | 2.5  |
| En contra tot        | En contra tot             | 245,241   | 4.1  |
| Vots/d'espai nul     | Vots/d'espai nul          | 138,706   | –    |
| Total                | Total                     | 6,169,087 | 100  |
| Font:                |                           |           |      |